# Essam Marouf
Essam Marouf (Il Cairo, 1958) è un artista egiziano.
Il suo lavoro pittorico tende a concentrarsi sulle donne e la figura femminile. Le donne nei suoi quadri sono sempre piene di carattere. Particolare attenzione è rivolta ai loro volti e alle numerose possibilità di espressione che essi permettono. (EN)  

## Biografia
Nasce nel 1958 a Il Cairo. Dal 1976 al 1981 frequenta la Faculty of Fine Arts alla Helwan University, de Il Cairo. Nel 1982 si trasferisce a Roma dove frequenta per tre anni l'Accademia delle Belle Arti. Attualmente lavora tra Amsterdam e Il Cairo. (EN)  

## Attività
Essam Marouf ha mostrato il suo lavoro in numerose mostre personali e di gruppo in tutto il mondo (EN)   , tra cui:
. “Painting..this magnificent way of life” Galerie Helga Hofman, Alphen aan den Rijn, (personale), 2014
. PAN Amsterdam, Galerie Helga Hofman, Alphen aan den Rijn, 2012
.“Same people, same story”, Galerie Helga Hofman, Alphen aan de Rijn, (personale), 2011
- Menasart Art Fair (Art Sawa Gallery), Beirut, 2011
- "Contemporary Views IV", Al Masar Gallery, Cairo, 2011
- "Selections", Gallery Misr, Cairo, 2011.
- "Muse" Ofok Gallery, Museum M. Ghalil, Cairo, 2011.
- "Still Valid" Selection of Contemporary Egyptian Art, The American University, Cairo, 2011.
- "Realisme" Art Fair, Galerie Smarius/Steven Sterk, Amsterdam, 2011.
- “Zomergasten”, Galerie Helga Hofman, Alphen aan de Rijn, 2010.
- Art Paris-Abu Dhabi, (Art Sawa Gallery) Dubai, 2010.
- “Essam Marouf, works on paper”, Mashrabia Gallery, Cairo (personale), 2010.
- "Unforgettable views", Galerie Helga Hofman, 2009.
- 11th Cairo biennale, 2008.
- L'Institut du Monde Arabe, Paris, 2008.
- Art Amsterdam, 2008 (Smarius Gallery).
- Museum Complesso del Vittoriano, Rome, 2007.